# 恋するメゾン。〜Rainbow Rose〜
『恋するメゾン。〜Rainbow Rose〜』（こいするメゾン レインボーローズ）は、2012年4月13日 - 6月29日の毎週金曜日24:53 - 25:23にテレビ東京で放送されていたラブコメディドラマ。

## 概要
日韓合作ドラマであるが、実際の出演、制作、ロケはほとんど韓国側で行われている。日本のテレビ東京で吹き替え版が先行放送され、その後にBSジャパンでの字幕放送、韓国となっている。

## あらすじ
父親が浮気相手と共に蒸発、母親のミスクが無計画にローンで大きな家を買ったために窮地に立たされる娘・ユリ。兄・セオの提案で家は学生用の下宿として使われることになる。兄妹は早速下宿人を募集するのだが…。大学で衣装学を専攻するユリは学生生活でも悩みを抱えていた。

## キャスト
- ハン・ユリ - ジヨン（KARA）（声：川庄美雪）
- 裕一 - ゴニル（超新星）（声：阪口周平）
- ハン・セオ -イ・サンオプ（声：庄司将之）
- パク・ミスク - チョン・ソンギョン（声：佐々木優子）
- ミユ - 水沢エレナ
- アンドレイ - ジュリアン・カン（声：福田賢二）
- ソヌ・マンシク - ソヌ・ジェトク（声：高宮俊介）
- メイサ - 高木りな
- ジフ - ペク・ミンヒョン（声：潮卓也）
- レイカ - 藤井美菜

## 放送リスト
| 各話   | 放送日        |
| ------ | ------------- |
| 第1話  | 2012年4月13日 |
| 第2話  | 2012年4月20日 |
| 第3話  | 2012年4月27日 |
| 第4話  | 2012年5月4日  |
| 第5話  | 2012年5月11日 |
| 第6話  | 2012年5月18日 |
| 第7話  | 2012年5月25日 |
| 第8話  | 2012年6月01日 |
| 第9話  | 2012年6月08日 |
| 第10話 | 2012年6月15日 |
| 第11話 | 2012年6月22日 |
| 第12話 | 2012年6月29日 |

## スタッフ
- 脚本：パク・シンイ、チョン・ボング
- 撮影監督：ユ・ジナ
- 照明監督：キム・チャンホ
- 同時録音：キム・サムス
- 編集：チョ・イニョン
- 衣装：ヤン・ジョ
- 音楽：チョン・ジュンモ
- ラインプロデューサー：ノ・チミン
- メイク：パク・ウンジョン
- ヘアメイク：イム・ウニョン
- 助監督：チョ・ヒョンナム
- 制作：ペク・ジョンウ
- 制作統括：ション・シン
- 制作管理：ユン・クムスン
- 制作室長：ホン・ヨンビン
- 演出：キム・スリョン
- 制作：テレビ東京
- 製作著作：「恋するメゾン。〜Rainbow Rose〜」製作委員会

### 日本語版制作
- 日本語台本：小椋牧子
- 演出：佐々木由香
- 録音調整：オムニバスジャパン
- 日本語版制作担当：久保田康裕、栗崎智子
- 番組宣伝：田口有希子(テレビ東京)
- ホームページ：森岡真悟(テレビ東京)
- アシスタントプロデューサー：北村圭(テレビ東京)、斉藤学
- プロデューサー：大和健太郎(テレビ東京)、成七龍、橘田寿宏
- ラインプロデューサー：福田一平(テレビ東京)
- 制作協力：コンテンツセブンコリア

## ネット局
| 放送対象地域 | 放送局       | 系列                          | 放送期間                | 放送日時                    | 備考        |
| ------------ | ------------ | ----------------------------- | ----------------------- | --------------------------- | ----------- |
| 関東広域圏   | テレビ東京   | テレビ東京系列                | 2012年4月13日 - 6月29日 | 金曜 24時53分 - 25時23分    | 制作局      |
| 愛知県       | テレビ愛知   | テレビ東京系列                | 2012年6月26日 - 7月3日  | 月曜 - 金曜 8時5分 - 9時5分 | 2話ずつ放送 |
| 和歌山県     | テレビ和歌山 | 独立局                        | 2012年7月4日 - 9月19日  | 水曜 24時5分 - 24時35分     |             |
| 福岡県       | TVQ九州放送  | テレビ東京系列                | 2012年7月4日 - 9月26日  | 水曜 25時13分 - 25時43分    |             |
| 大阪府       | テレビ大阪   | テレビ東京系列                | 2012年7月6日 - 9月28日  | 金曜 26時10分 - 26時40分    |             |
| 北海道       | テレビ北海道 | テレビ東京系列                | 2013年7月24日 - 10月9日 | 水曜 25時35分 - 26時05分    |             |
| 日本全国     | BSジャパン   | BSデジタル放送 テレビ東京系列 | 2012年7月5日 - 9月20日  | 木曜 22時30分 - 23時        |             |
| 韓国         | Tooniverse   |                               | 2012年9月6日 - 不明     | 木曜 21時00分 -             | 2話ずつ放送 |